# Alcaline (émission de télévision)
Pour les articles homonymes, voir Alcaline.
 (juin 2020).
Si vous disposez d'ouvrages ou d'articles de référence ou si vous connaissez des sites web de qualité traitant du thème abordé ici, merci de compléter l'article en donnant les références utiles à sa vérifiabilité et en les liant à la section « Notes et références ».
Alcaline est une émission de télévision française diffusée du 23 septembre 2013 au 22 juin 2018 et consacrée à la musique.

## Diffusion
- Alcaline l'Instant : diffusé du lundi au vendredi à 20 h 40 sur France 2, après le Journal de 20 heures.
- Alcaline le Mag : diffusé le lundi soir à 23 h 20. Le premier invité était Stromae.
- Alcaline le Concert : diffusé une fois par mois le jeudi à 23 h 30. C'est un concert enregistré spécialement pour l'émission, en public, au Trianon, à Paris. Parmi les artistes reçus, on compte Matthieu Chédid, Christophe Maé, Julien Doré, Shaka Ponk, Vincent Delerm, Ben l'Oncle Soul, Gaëtan Roussel...

Ces émissions remplacent Taratata, CD'Aujourd'hui et Hebdo Musique Mag.
Le titre de l'émission a été choisi en référence à une chanson d'Alain Bashung.